# Варсевельд
Варссевельд — місто в Нідерландах, розташоване в нідерландському муніципалітеті Ауде-Ейсселстрік.

## Історія
На початку дванадцятого століття Варссевельд був частиною графства Лон, графства в складі Священної Римської імперії з центром у Штадтлоні, нині Німеччина. Граф Годшальк I із сина Лона Голдшалька побудував у селі маєток. У 2009 році під час реконструкції ядра села археологи виявили, що в селі, ймовірно, на той час був міський канал, подібний до каналу сусідніх маєтків і міст, таких як Бредеворт.
Після битви за Бредеворт між 1326 і 1326 роками село було завойоване Реджинальдом II, герцогом Гульдерським, і воно потрапило під вплив Герцогства Гульдерського. У 1723 році в селі сталася пожежа, в результаті якої згоріли всі будівлі, включно з церквою. До 1794 року, коли Наполеон вторгся в Нідерланди і скасував феодальну систему, село Гулдерс було під адміністрацією графства Зютфен і меншого району Віш.

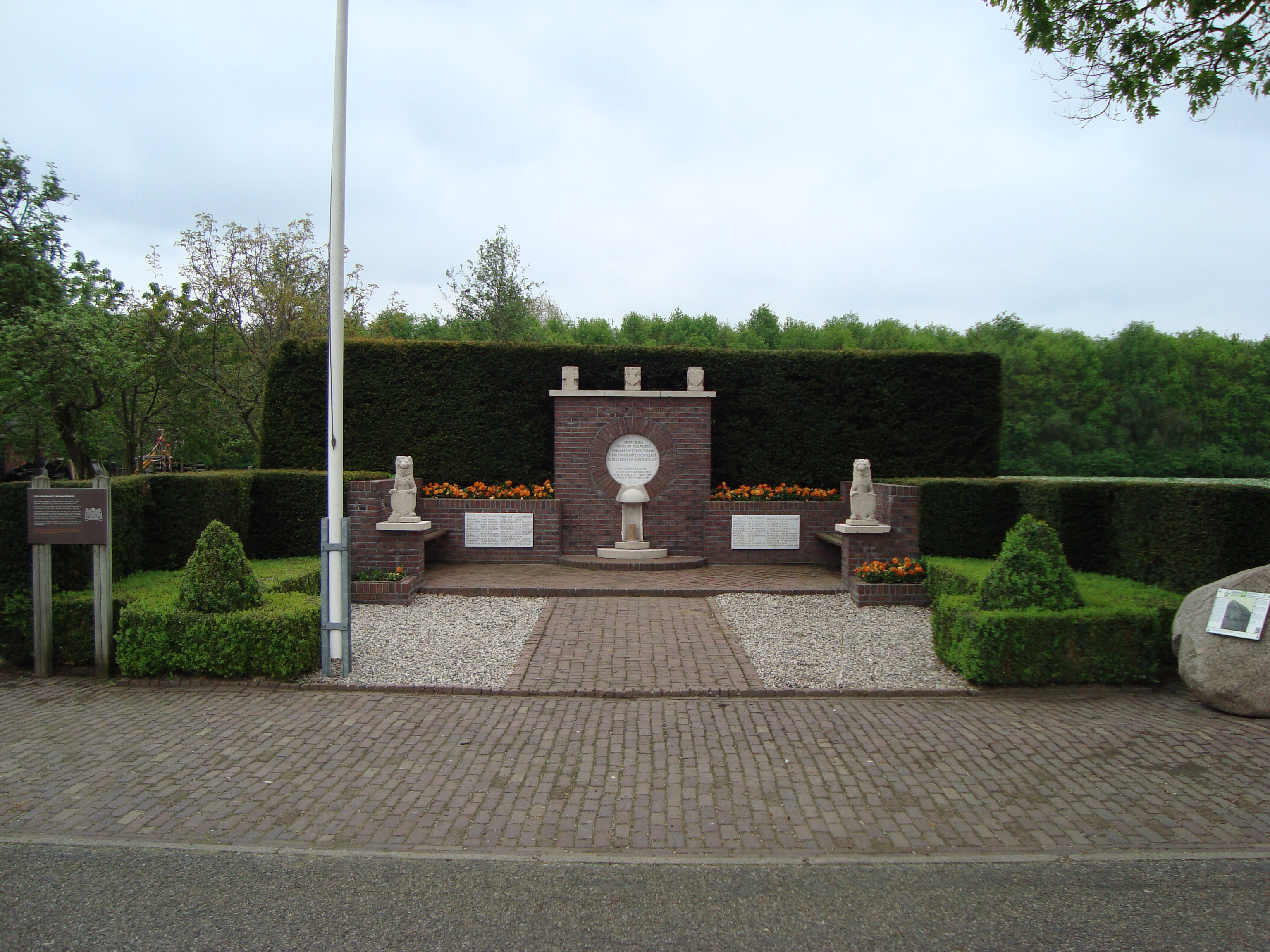
Військовий меморіал масовим стратам на Радемакерсбруку.

## Спорт
7 червня у Варссевелді відбувся Гран-прі Голландії з колясками 2009 року.
1 червня 2008 року у Варссевелді відбулися змагання зі стронгменів, Гран-прі Голландії Ліги чемпіонів зі стронгменів . Переможцем конкурсу став Жидрунас Савіцкас з Литви.
Футбольний тренер Гус Хіддінк і велогонщик Роберт Гесінк народилися та виросли у Варссефельді.